# Alzira
Alzira (tên chính thức và tên Valencia; trong tiếng Tây Ban Nha: Alcira) là một thị xã ở phía đông Tây Ban Nha. Đây là thủ phủ của comarca Ribera Alta trong tỉnh Valencia.
Alzira tọa lạc ở tả ngạn sông Júcar, bên tuyến đường sắt Alicante.

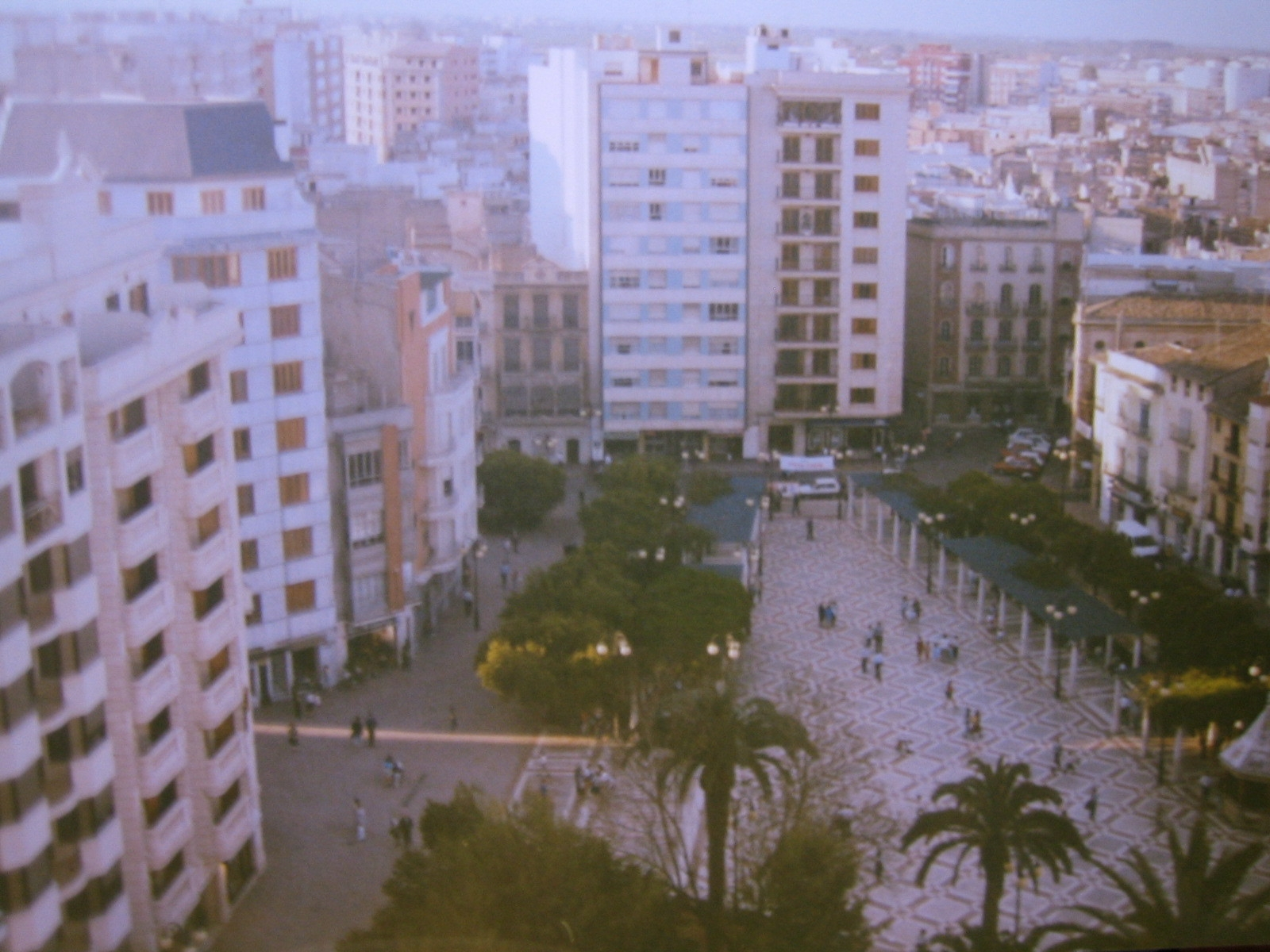
Quảng trường chính của Alzira